# Kreisgericht Gleiwitz
Das Kreisgericht Gleiwitz war ein preußisches Kreisgericht in der damaligen preußischen Provinz Schlesien mit Sitz in Gleiwitz.

## Geschichte
1849 wurden in Preußen einheitlich Kreisgerichte geschaffen. Hierbei wurde die Patrimonialgerichtsbarkeit abgeschafft und die Patrimonialgerichte aufgehoben. Auch die staatlichen Gerichte, hier das Land- und Stadtgericht Gleiwitz und das Land- und Stadtgericht Peiskretscham wurden aufgelöst. Es entstand nun das Königliche Kreisgericht Gleiwitz. Es umfasste den Kreis Tost-Gleiwitz Zuständiges Appellationsgericht war das Appellationsgericht Ratibor.
Gerichtskommissionen, also Zweigstelle des Gerichtes mit weniger als drei Richtern, wurden in Peiskretscham und Tost eingerichtet.
Am Gericht waren 1870 ein Direktor und 12 Kreisrichter eingesetzt. Die Zahl der Gerichtseingesessenen betrug 81.850. Für Schwurgerichtssachen war das Kreisgericht Beuthen zuständig. In Tworog wurden Gerichtstage gehalten.
Im Rahmen der Reichsjustizgesetze wurde das Gerichtswesen in Deutschland 1879 vereinheitlicht. Damit wurde das Kreisgericht Gleiwitz aufgehoben und das königlich preußische Amtsgericht Gleiwitz mit Wirkung zum 1. Oktober 1879 als eines von sechs Amtsgerichten im Bezirk des Landgerichtes Gleiwitz als Nachfolger gebildet. Auch die Gerichtskommissioenn wurden 1879 in Amtsgerichte umgewandelt (Amtsgericht Peiskretscham und Amtsgericht Tost).